# Rasmus Boysen
Rasmus Boysen (født 14. oktober 1992) er en dansk tidligere håndboldspiller, der spillede som bagspiller. Han indstillede karrieren i 2022, på grund af en Hjernerystelse han fik, da han spillede for det danske hold Fredericia HK. 
Han kom til Fredericia 2020.
Rasmus Boysen var tidligere en del af det danske ungdomslandshold, med hvem han deltog i U21 VM i Bosnien-Herzegovina i 2013. Han nåede at spille 15 ungdomslandskampe for Danmark.